# Maite Perroni

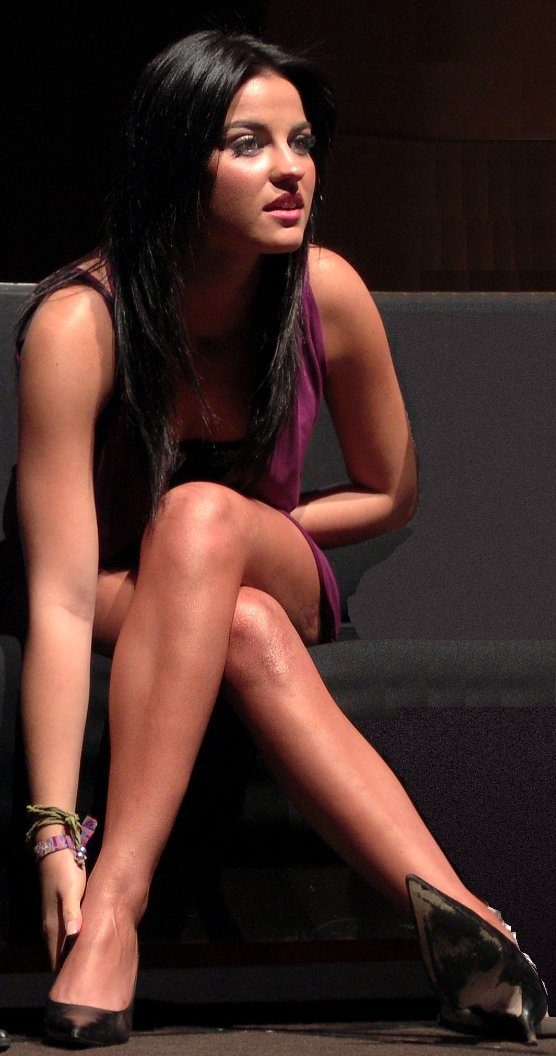
Maite Perroni bei einer Pressekonferenz (2006)

María Teresa Perroni Beorlegui (genannt Maite; * 9. März 1983 in Mexiko-Stadt) ist eine mexikanische Sängerin und Schauspielerin. Sie war von 2004 bis 2009 Mitglied der Pop-Band RBD.

## Leben
Ein Jahr nach ihrer Geburt zog ihre Familie nach Guadalajara, die Hauptstadt des Bundesstaates Jalisco in Mexiko, wo Maite bis zu ihrem 13. Lebensjahr aufwuchs. Sie hat zwei jüngere Brüder. 1996 kehrte die Familie nach Mexiko-Stadt zurück, wo Maite Perroni zwei Jahre lang Schauspielunterricht am Centro de Educación Artística (CEA) der Televisa nahm.
Ihr Schauspiel-Debüt gab sie in der von 2004 bis 2006 laufenden mexikanischen Telenovela Rebelde, in der sie Guadalupe „Lupita“ Fernández spielte, eine aus einer ärmlichen Familie stammende Stipendiatin. Dort lernte sie auch ihre Bandkollegen Dulce María, Anahí, Alfonso Herrera, Christian Chávez und Christopher Uckermann kennen. Die Band hat sich im Jahr 2009 getrennt. Maite Perroni begann anschließend eine Karriere als Solosängerin.
Maite war mit Güido Larris, dem Band-Regisseur von RBD, liiert, von dem sie sich nach dreijähriger Beziehung im August 2008 trennte.
2008 war Maite Perroni die Hauptdarstellerin der Telenovela Cuidado con el Angel. 2020 wurde sie durch die Netflix-Serie Dunkle Leidenschaft international bekannt.

## Filmografie (Auswahl)
- 2004–2006: Rebelde (Fernsehserie)
- 2007: RBD: La familia (Fernsehserie)
- 2008–2009: Cuidado con el ángel (Fernsehserie)
- 2009: Mi pecado (Fernsehserie)
- 2010: Mujeres asesinas 3 (Fernsehserie)
- 2010–2011: Triunfo del amor (Fernsehserie)
- 2012: Cachito de cielo (Fernsehserie)
- 2014: La gata (Fernsehserie)
- 2015–2016: Antes muerta que Lichita (Fernsehserie)
- 2017–2018: Papa a toda madre (Fernsehserie)
- 2018: Dibujando el Cielo
- 2019: Doblemente Embarazada
- 2019–2020: El juego de las llaves (Fernsehserie)
- 2020–2022: Dunkle Leidenschaft (Oscuro deseo, Fernsehserie, 33 Folgen)
- 2022: Sin ti no puedo
- 2022: La octava cláusula
- 2022: Wer hat Sara ermordet? (¿Quién Mató a Sara?, Fernsehserie, Folge 3x03)
- 2023: Drei Leben (Fernsehserie)
- 2024: El Roomie